# Italopodisma costae
Italopodisma costae is een rechtvleugelig insect uit de familie veldsprinkhanen (Acrididae). De wetenschappelijke naam van deze soort is voor het eerst geldig gepubliceerd in 1881 door Targioni-Tozzetti.